# كريس مارتن
كريستوفر جون انتوني «كريس» مارتن (ولد في 2 مارس 1977) هو مغنى وشاعر وملحن انجليزى، ومعروف ب " the lead vocalist" ومؤلف أغاني فريق كولدبلاي (بالإنجليزية: Coldplay)‏.

## نشأته
ولد كريس مارتن في اكستر، ديفون وهو الأكبر بين خمسة من الأطفال. والده انطوني، هو محاسب قانونى، وأمه، أليسون، مدرسة موسيقى. وتربى مارتن فيWhitestone, Devon، والتحق بمدرسة كاتدرائية اكستر. وشكل مارتن فرقته الأولى وهو في المدرسة الإعدادية. وبعد كاتدرائية اكستر، استقر مارتن في مدرسة شيربورن،  للبنين في دورست. وفي شيربورن، اسس فرقة موسيقى بلوز blues وسماها " The Rockin' Honkies". لأول مرة لقى ادائهم صيحات الاستهجان من الجمهور. كما التقى مدير فرقة كولدبلاي فيل هارفي في المدرسة. وتابع مارتن دراسته في كلية لندن الجامعية، وكان يبقى في قاعة رامزي حيث قرأ العالم القديم الدراسات وتخرج مع مرتبة الشرف من الدرجة الأولى في اليونانية واللاتينية.

## المسيرة الفنية
حقق كريس مارتن برفقة أعضاء فرقته كولدبلاي شهرة عالمية باطلاقهم أغنية yellow والتي بدورها حققت لهم أول ترشيح لجائزة غرامي لفئة أفضل أغنية روك كما تحصلت الفرفة علي نقد اجابي الكثير من التقدير والاحتضان علي البومهم الصادر في وقت لاحق في ذلك العام التي تضمن العديد من الاغاني التي اخذت طابعا وشهرة عالمية واسعة منها Viva LA Vida و a Rush of Blood to the Head ودخلوا بها الي ترتيب الاغاني العالمية وتحصلوا بهما علي جائزة Grammy award و Brits award .
كما حققت الفرقة مبيعات عالمية واسعة في مسيرتهم الموسيقية العالمية بأكثر من 90 مليون نسخة في العام مما جعلهم من أكثر الموسيقين مبيعا.

## فيلموغرافيا

### التلفزيون
| السنة | العنوان           | الدور | الملاحظات                                      |
| ----- | ----------------- | ----- | ---------------------------------------------- |
| 2006  | Extras            | نفسه  | "كريس مارتن" (الموسم 2: الحلقة 4)              |
| 2010  | عائلة سمبسون      | نفسه  | "Million Dollar Maybe" (الموسم 21: الحلقة 11 ‏) |
| 2014  | ساترداي نايت لايف | نفسه  | ساترداي نايت لايف (الموسم 39: حلقة 764)        |
| 2016  | سوبر بول 50       | نفسه  | "Super Bowl 50 halftime show"                  |
| 2017  | مودرن فاميلي      | نفسه  | حلقة: "Brushes with Celebrity"                 |

### الأفلام
| السنة | العنوان                         | الدور         | الملاحظات        |
| ----- | ------------------------------- | ------------- | ---------------- |
| 2004  | شون أوف ذا ديد                  | نفسه والزومبي | Cameo appearance |
| 2009  | Brüno                           | نفسه          | Cameo appearance |
| 2012  | Coldplay Live 2012              | نفسه          | وثائقي           |
| 2017  | Avicii: True Stories            | نفسه          | وثائقي           |
| 2018  | Coldplay: A Head Full of Dreams | نفسه          | وثائقي           |

## الألبومات

### الفردية
| السنة | الأغنية                                                | الفنان                   | الألبوم                           | الدور                                  |
| ----- | ------------------------------------------------------ | ------------------------ | --------------------------------- | -------------------------------------- |
| 2002  | "Where Is My Boy?" "Your Love Means Everything, Pt. 2" | Faultline                | Your Love Means Everything        | Featured vocals                        |
| 2002  | "Gold in Them Hills"                                   | رون سيكسميث              | Cobblestone Runway                | Featured vocals                        |
| 2003  | "Sliding", "Arthur"                                    | Ian McCulloch ‏           | Slideling                         | Piano, backing vocals                  |
| 2003  | "See It in a Boy's Eyes"                               | جيميليا                  | Thank You ‏                        | كاتب مساعد، backing vocals             |
| 2004  | "Everybody's Happy Nowadays"                           | Ash                      | أورفيوس                           | Backing vocals                         |
| 2004  | "Gravity"                                              | Embrace                  | Out of Nothing                    | الكاتب                                 |
| 2004  | "Do They Know It's Christmas?"                         | Band Aid 20 ‏             | —                                 | Featured vocals                        |
| 2006  | "أول غود ثينغز (كوم تو أن إند)"                        | نيللي فرتادو             | لووس                              | Co-writer, backing vocals              |
| 2006  | "In the Sun ‏"                                          | Michael Stipe            | In the Sun ‏                       | Backing vocals                         |
| 2006  | "Beach Chair ‏"                                         | جي-زي                    | Kingdom Come ‏                     | Producer, featured vocals              |
| 2007  | "Homecoming"                                           | كانييه ويست              | Graduation                        | Co-writer, featured vocals, piano      |
| 2009  | "Lukas", "Fun", "Want"                                 | ناتالي ايمبروليا         | Come to Life                      | Co-writer                              |
| 2009  | "Dove of Peace"                                        | Brüno                    | Brüno                             | Featured vocals                        |
| 2010  | "A Message 2010"                                       |                          | Hope for Haiti Now ‏               | Featured vocals, piano                 |
| 2010  | "Most Kingz"                                           | جي-زي                    | —                                 | Featured vocals                        |
| 2010  | "Me and Tennessee"                                     | جوينيث بالترو وتيم مكغرو | Country Strong ‏                   | كاتب                                   |
| 2012  | "I Don't Want You To Die"                              | The Flaming Lips         | The Flaming Lips and Heady Fwends | Featured vocals                        |
| 2014  | "Do They Know It's Christmas?"                         | Band Aid 30 ‏             | —                                 | Featured vocals                        |
| 2015  | "True Believer"                                        | أفيتشي                   | ستوريز                            | كاتب مساعد، guest vocals               |
| 2015  | "Every Day's Like Christmas"                           | كايلي مينوغ              | Kylie Christmas                   | الكاتب، backing vocals                 |
| 2016  | "Electricity"                                          | David Brent              | Life on the Road                  | كاتب مساعد، Vocals                     |
| 2017  | "Homesick"                                             | دوا ليبا                 | Dua Lipa ‏                         | كاتب مساعد، guest vocals               |
| 2018  | "أفيتشي"                                               | أفيتشي                   | —                                 | Co-writer, guest vocals (Demo version) |
| 2018  | "Keep Talking"                                         | ريتا أورا                | Phoenix                           | كاتب مساعد                             |

## وصلات خارجية
- Coldplay.com
- كريس مارتن على موقع IMDb (الإنجليزية)
- كريس مارتن على موقع الموسوعة البريطانية (الإنجليزية)
- كريس مارتن على موقع ألو سيني (الفرنسية)
- كريس مارتن على موقع ميوزك برينز (الإنجليزية)
- كريس مارتن على موقع رولينغ ستون (الإنجليزية)
- كريس مارتن على موقع قاعدة بيانات الأفلام السويدية (السويدية)
- كريس مارتن على موقع إن إن دي بي (الإنجليزية)
- كريس مارتن على موقع أول ميوزيك (الإنجليزية)
- كريس مارتن على موقع ديسكوغز (الإنجليزية)
- كريس مارتن على موقع قاعدة بيانات الفيلم (الإنجليزية)